# ОШ „Кнегиња Милица” Нови Београд
Основна школа Књегиња Милица (раније „ОШ Ужичка Република“) једна је од школа на Новом Београду. Налази се у новобеоградском Блоку 62 на адреси у улици Улици Јурија Гагарина 78.

## О школи
Школа је добила име Ужичка република у част на ослобођену територију западне Србије и Шумадије у Другом светском рату. Нови назив, Књегиња Милица додељен је у част Милице Хребељановић, владарке Србије и жене кнеза Лазара.
У школској 2017/2018 години школа је имала 39 одељења, 1054 ученика и радила је у две смене. У школи се налазе два информатичка кабинета, две фискултурне сале, школска кухиња, а у њеном дворишту ледена дворана Пингвин. Школски простор обухвата површину од 3095,86 m².

## Историјат
Са радом је почела 1. септембра 1982. године под именом „ОШ Ужичка Република“. Основана је одлуком Скупштине општинске самоуправне заједнице Основног образовања Новог Београда 31. маја 1982. године. Колектив ученика и наставника формиран је од околниих школа : ОШ „Јован Стерија Поповић”, ОШ „Милан Ракић“ (тада „ОШ Иван Рибар“), ОШ „Бранко Радичевић“ и од Школе за основно образовање одраслих. Школске 1982/1983 године имала је 1543 ученика, који су били распорђени у 45 одељења, а највећи број ученика имала је у школској 1988/1989, када је школу похађао 1991 ученик, распоређен у 60 одељења.
Своје прве кораке у овој школи направили су Мирослав Берић, Марко Пантелић, Констракта и многи други.